# Родина Дональда Трампа

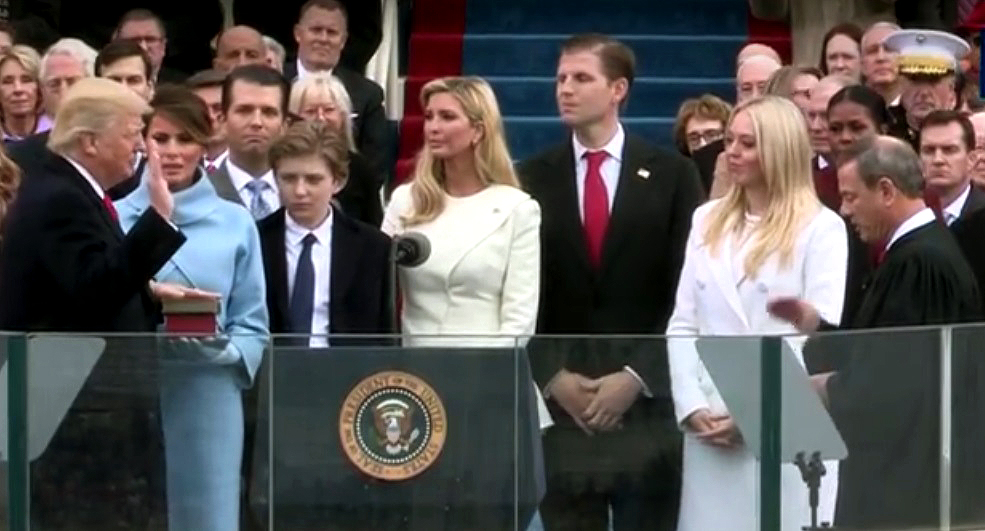
Зліва направо: Дональд, Меланія, Дональд-молодший, Беррон, Іванка, Ерік і Тіффані під час інавгурації Трампа в 2017 році.

Родина Дональда Трампа, 45-го і 47-го президента Сполучених Штатів Америки та власника компанії The Trump Organization — це американська родина німецького та шотландського походження, члени якої активно займаються політикою, бізнесом у сфері розваг та нерухомістю. Батько Дональда Трампа Фред Трамп був сином німецьких іммігрантів, а мати Мері Енн Маклауд — шотландською іммігранткою. У Дональда Трампа є п'ятеро дітей від трьох дружин і одинадцять онуків.

## Найближчі родичі

### Дружини

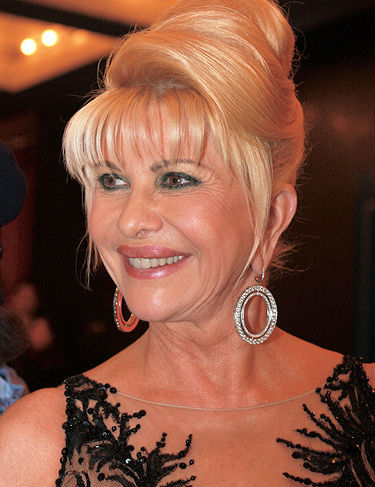
Івана Трамп
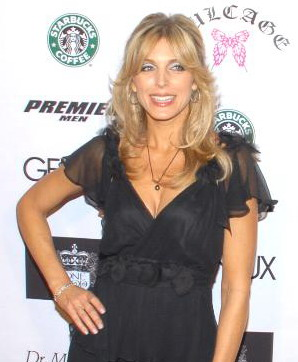
Марла Мейплз
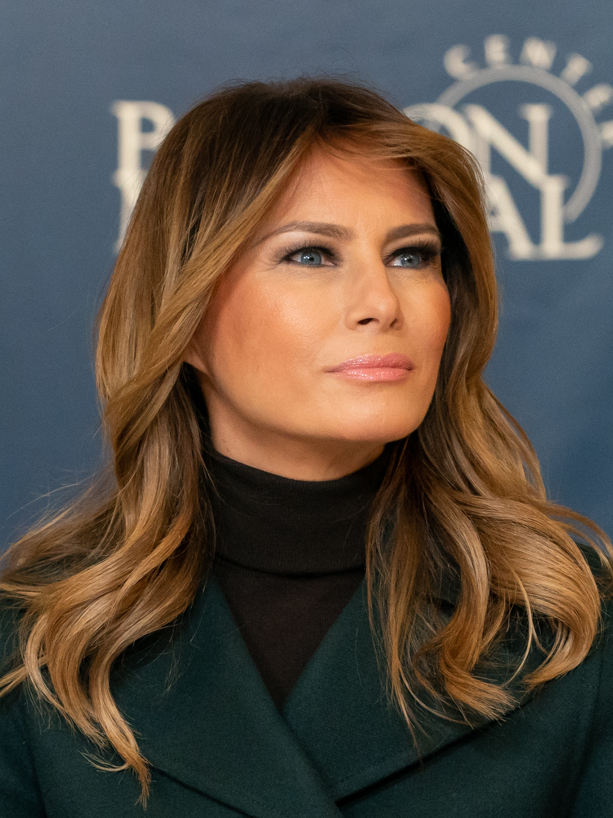
Меланія Трамп

#### Івана Трамп
Івана Марі Трамп (до шлюбу Зельнічкова) — перша дружина Дональда Трампа, народилася 20 лютого 1949 року в Зліні, Чехословаччина (нині Чехія). Була фотомоделлю та підприємицею, набула громадянства США в 1988 році. Їхній шлюб з Трампом тривав з 1977 по 1990 роки. Івана обіймала керівні посади в The Trump Organization протягом семи років, включаючи виконавчого віцепрезидента з дизайну інтер'єрів. Пізніше була генеральною директоркою і президентом готелю та казино Trump Castle в Атлантік-Сіті і управляючою готелем Plaza на Мангеттені.
Померла у своєму будинку в Нью-Йорку 14 липня 2022 року, у віці 73 років.

#### Марла Мейплз
Марла Енн Мейплз — друга дружина Дональда Трампа, народилася 27 жовтня 1963 року в Когутті, штат Джорджія. Акторка, телеведуча, модель та співачка. Вони одружилися в грудні 1993 року, через два місяці після народження доньки Тіффані, розійшлись в 1997 і розлучилися в 1999 році.

#### Меланія Трамп
Меланія Трамп (до шлюбу Кнавс) — третя і нинішня дружина Дональда Трампа, народилася 26 квітня 1970 року в Ново Место, Югославія (нинішня Словенія). Мала тривалу кар'єру моделі й стала другою в історії США першою леді, яка народилася за кордоном, першою була Луїза Адамс. Одружилась з Трампом у 2005 році. У 2006 році набула громадянства США.

### Діти

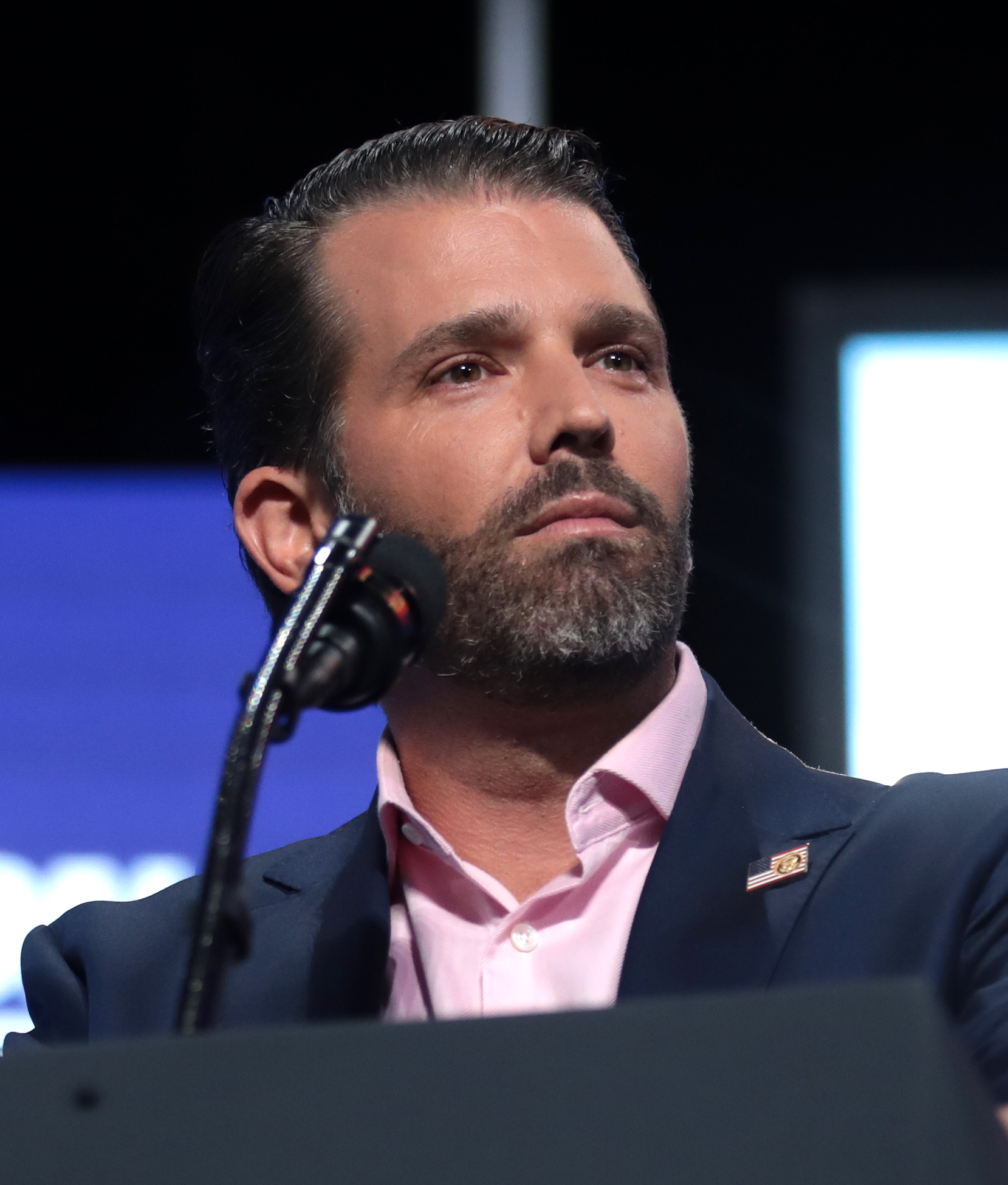
Дональд Трамп-молодший
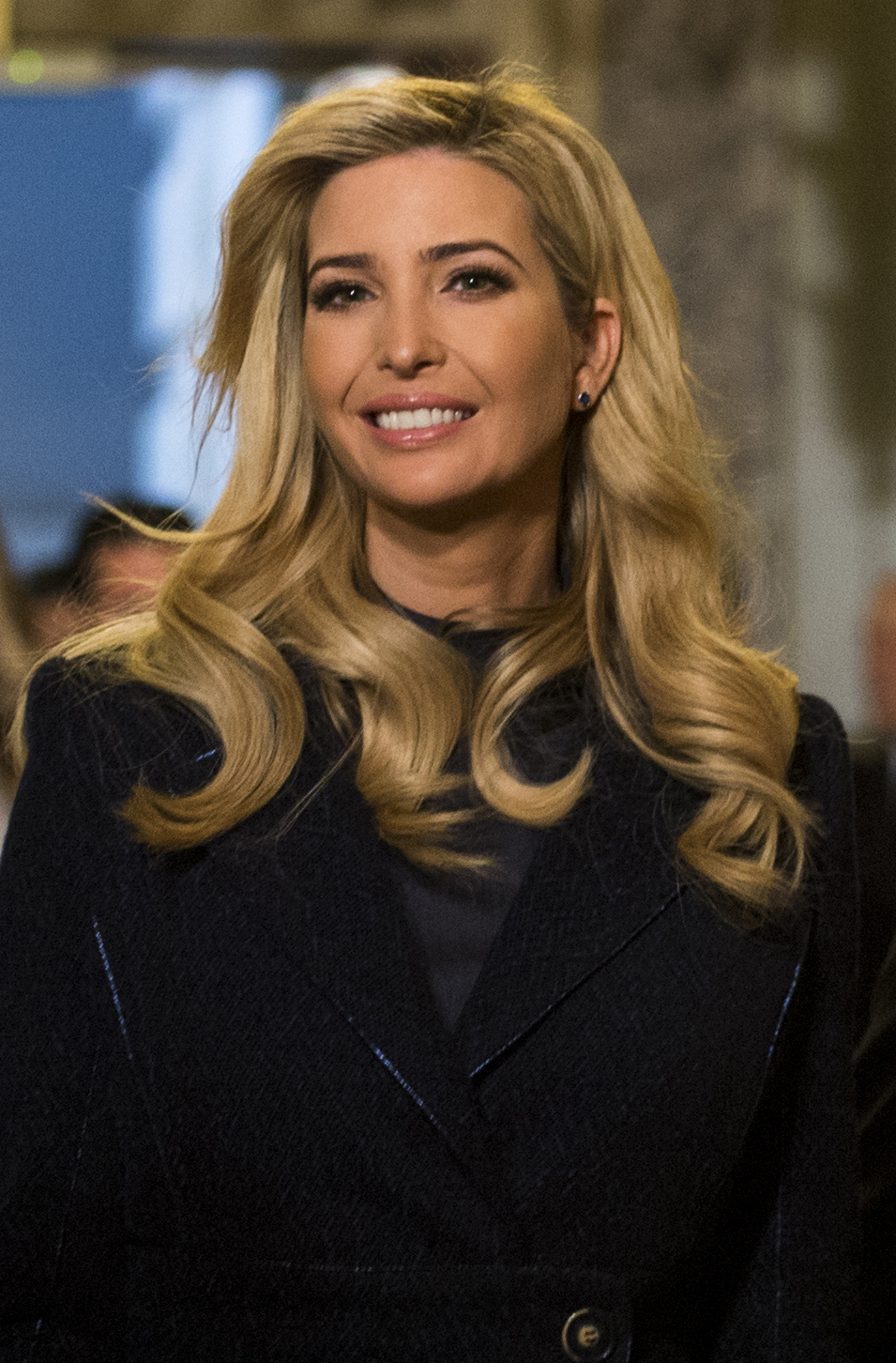
Іванка Трамп
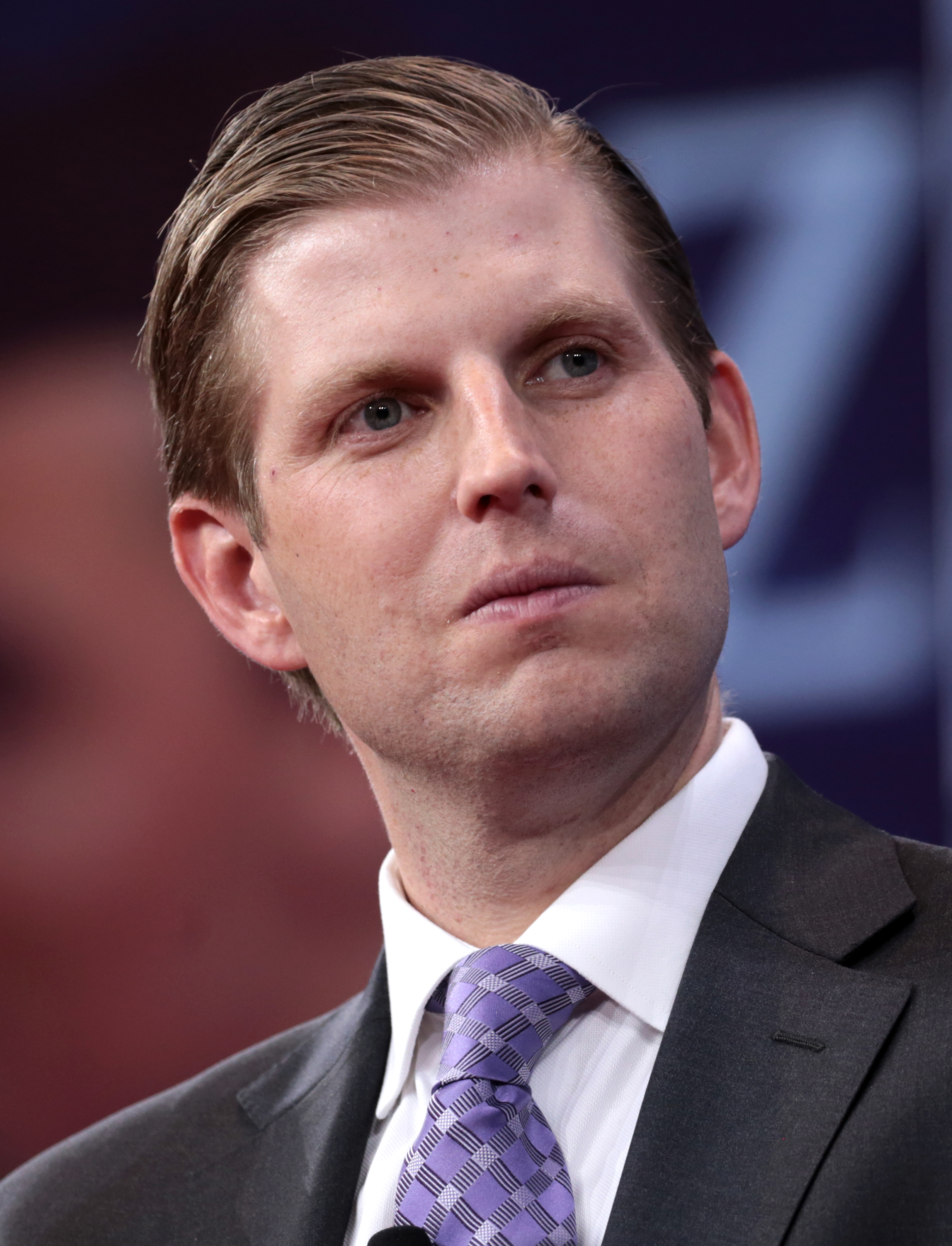
Ерік Трамп
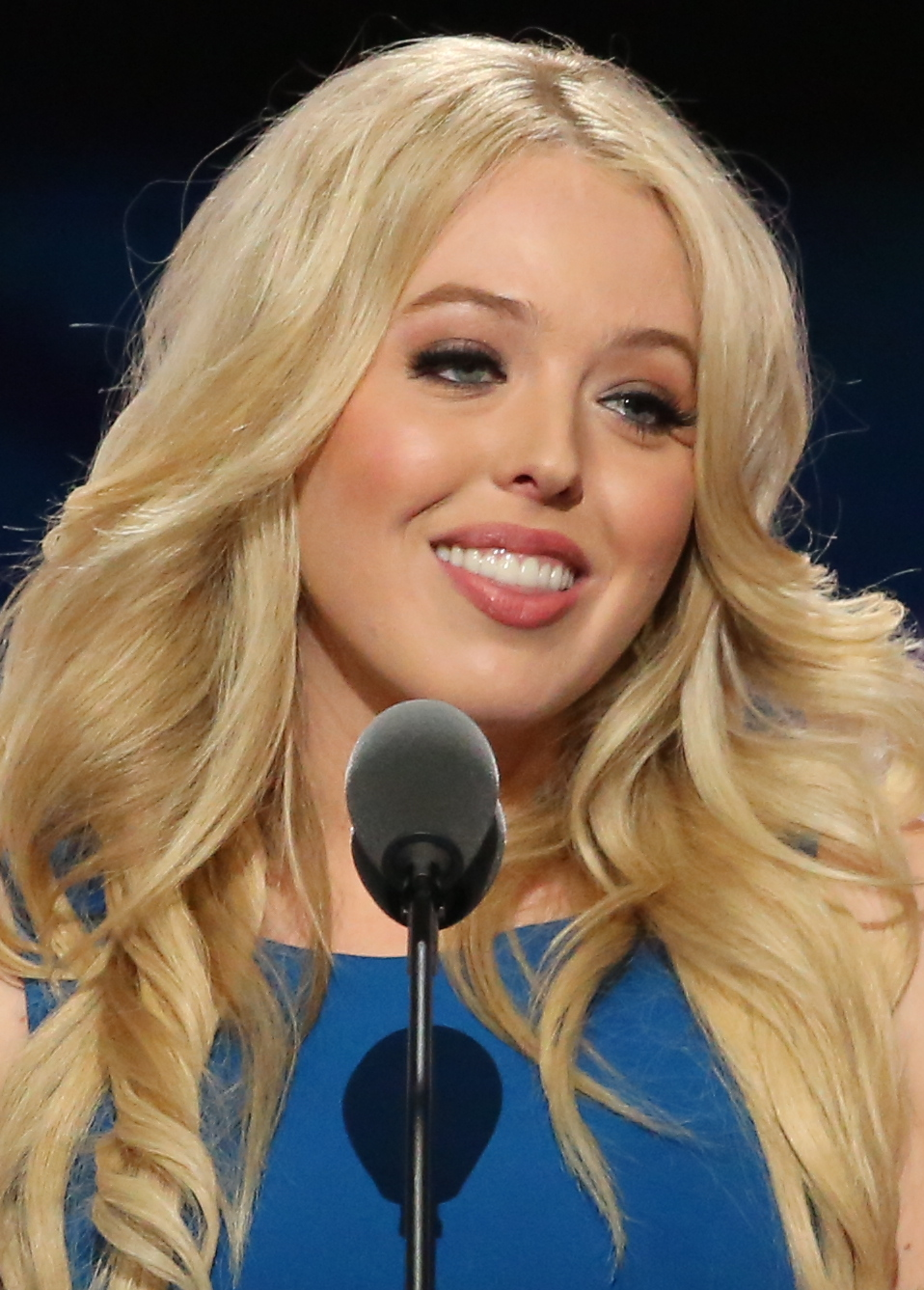
Тіффані Трамп
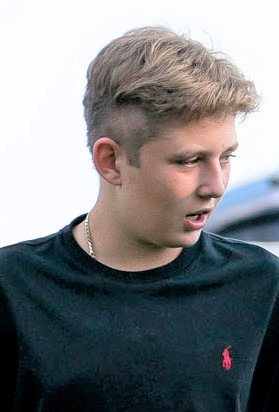
Беррон Трамп

#### Перший шлюб
Дональд-молодший (нар. 1977), Іванка (нар. 1981) та Ерік (нар. 1984) — троє старших дітей Трампа від його першого шлюбу з Іваною Трамп.
До президентських виборів в США 2016 року кожен з них займав посаду виконавчого віцепрезидента в The Trump Organization. Під час виборчої кампанії вони виступали від імені батька в національних програмах новин. Після перемоги Трампа усі троє були призначені до складу президентської перехідної команди.
Після інавгурації батька Дональд-молодший і Ерік очолили сімейну імперію нерухомості. Іванка переїхала до Вашингтона разом зі своїм чоловіком Джаредом Кушнером, який був призначений на посаду старшого радника Білого дому.

#### Другий шлюб
Тіффані Аріана Трамп (нар. 1993) — єдина дитина Дональда Трампа від Марли Мейплз. У 2016 році вона мало брала участь у кампанії свого батька, оскільки вивчала соціологію та урбаністику в Пенсільванському університеті. Незабаром після закінчення навчання вона виступила з промовою на підтримку свого батька на національному з'їзді Республіканської партії у віці 22 років. У травні 2020 року здобула ступінь доктора права на факультеті права Джорджтаунського університету у Вашингтоні.

#### Третій шлюб
Беррон Вільям Трамп (нар. 2006) — наймолодша дитина Трампа та єдина у шлюбі з Меланією Трамп. У травні 2006 року Беррон був охрещений в єпископальній церкві Bethesda-by-the-Sea в Палм-Біч, штат Флорида. Випускник школи Columbia Grammar & Preparatory School на Мангеттені. Крім англійської, вільно володіє словенською мовою.
Коли батько вступив на посаду президента у 2017 році, Беррон з матір'ю залишилися на Мангеттені, щоб закінчити навчальний рік. У червні вони з Меланією переїхали до Білого дому, і він вступив до єпископальної школи Св. Андрія, приватної школи в Потомаку, штат Меріленд. Коли батько покинув Білий дім і переїхав до Флориди у 2021 році, він знову закінчив навчальний рік, а потім поїхав до Флориди та вступив до Оксбриджської академії, приватної середньої школи у Вест-Палм-Біч.
Беррон є фанатом футболу. Він з'являвся у футболці ФК «Арсенал» і зустрічався з гравцями «Ді Сі Юнайтед» у Білому домі у квітні 2017 року. У вересні 2017 року його обрали до складу U-12 Академії Ді Сі Юнайтед на сезон 2017—2018. Станом на лютий 2019 року Беррон грав за футбольну асоціацію Арлінгтона.
У 2024 році закінчив Оксбриджську академію у Флориді та вступив до Нью-Йоркського університету.

### Внуки та внучки

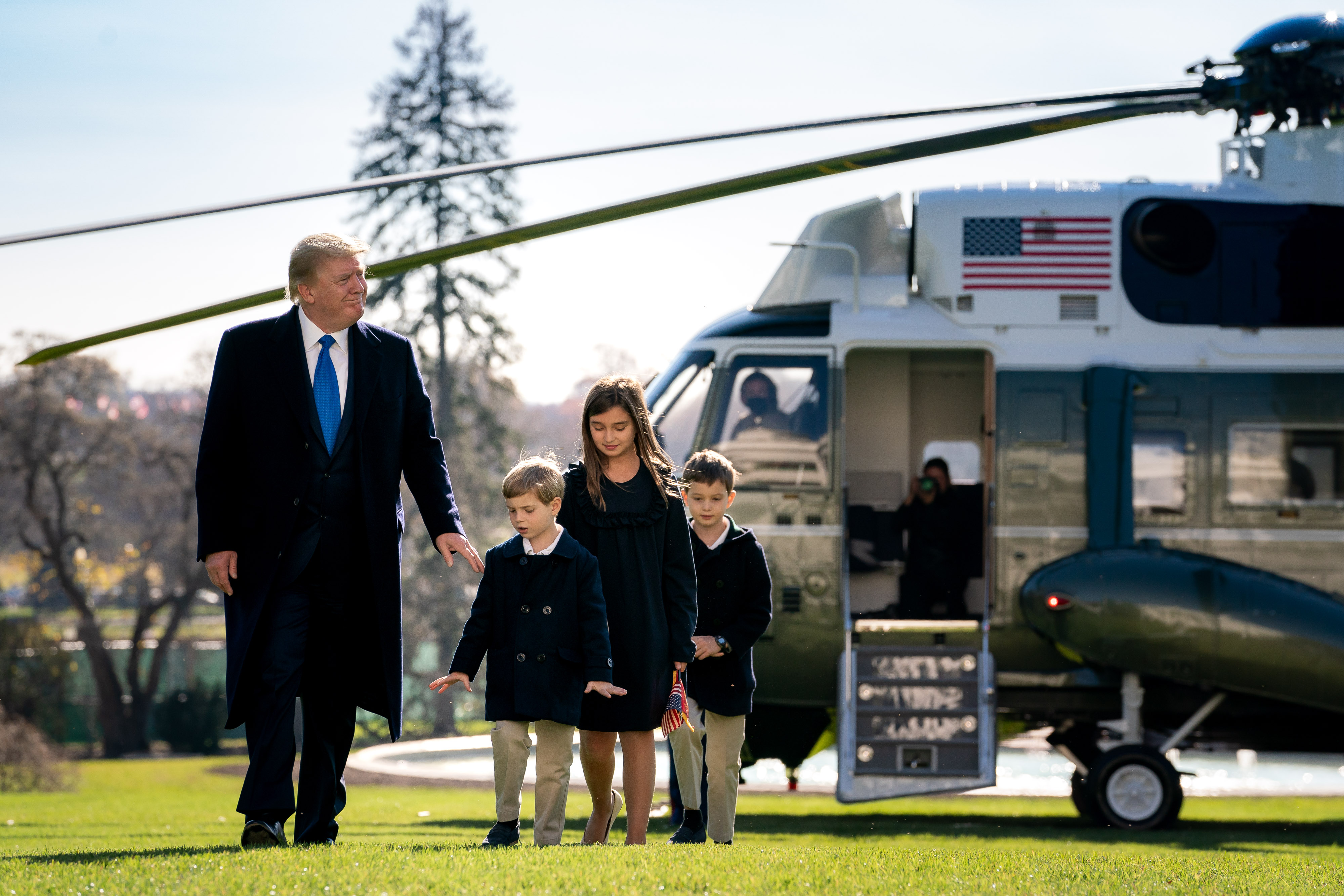
Дональд Трамп з Арабеллою, Джозефом і Теодором (дітьми Іванки і Джареда) в 2020 році
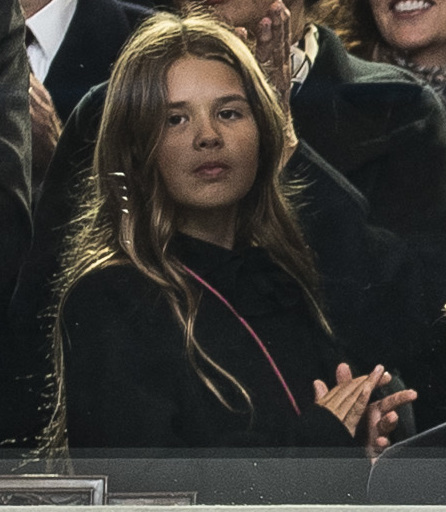
Кай Трамп на першій інавгурації дідуся 2017 року

У Дональда Трампа одинадцять онуків.
У сина Дональда Трампа-молодшого і його колишньої дружини Ванесси п'ятеро дітей:
- доньки — Кай Трамп (нар. 12 травня 2007)[30], Хлоя Софія (нар. 16 червня 2014)[31];

- сини — Дональд Джон III (нар. 18 лютого 2009)[32], Трістан Мілош (нар. 2 жовтня 2011)[33], Спенсер Фредерік (нар. 21 жовтня 2012)[34].

У дочки Іванки Трамп і її чоловіка Джареда Кушнера — троє дітей:
- донька Арабелла Роуз (нар. 17 липня 2011)[35];
- сини — Джозеф Фредерік (нар. 14 жовтня 2013)[36], Теодор Джеймс (нар. 27 березня 2016)[37].

У сина Еріка Трампа і його дружини Лари — двоє дітей:
- син — Ерік Люк (нар. 12 вересня 2017)[38]
- донька — Керолайн Дороті (нар. 19 серпня 2019)[39].

У дочки Тіффані Трамп та її чоловіка Майкла Булоса — одна дитина:
- син — Александр Трамп Булос (нар. 15 травня 2025)[40].

## Предки

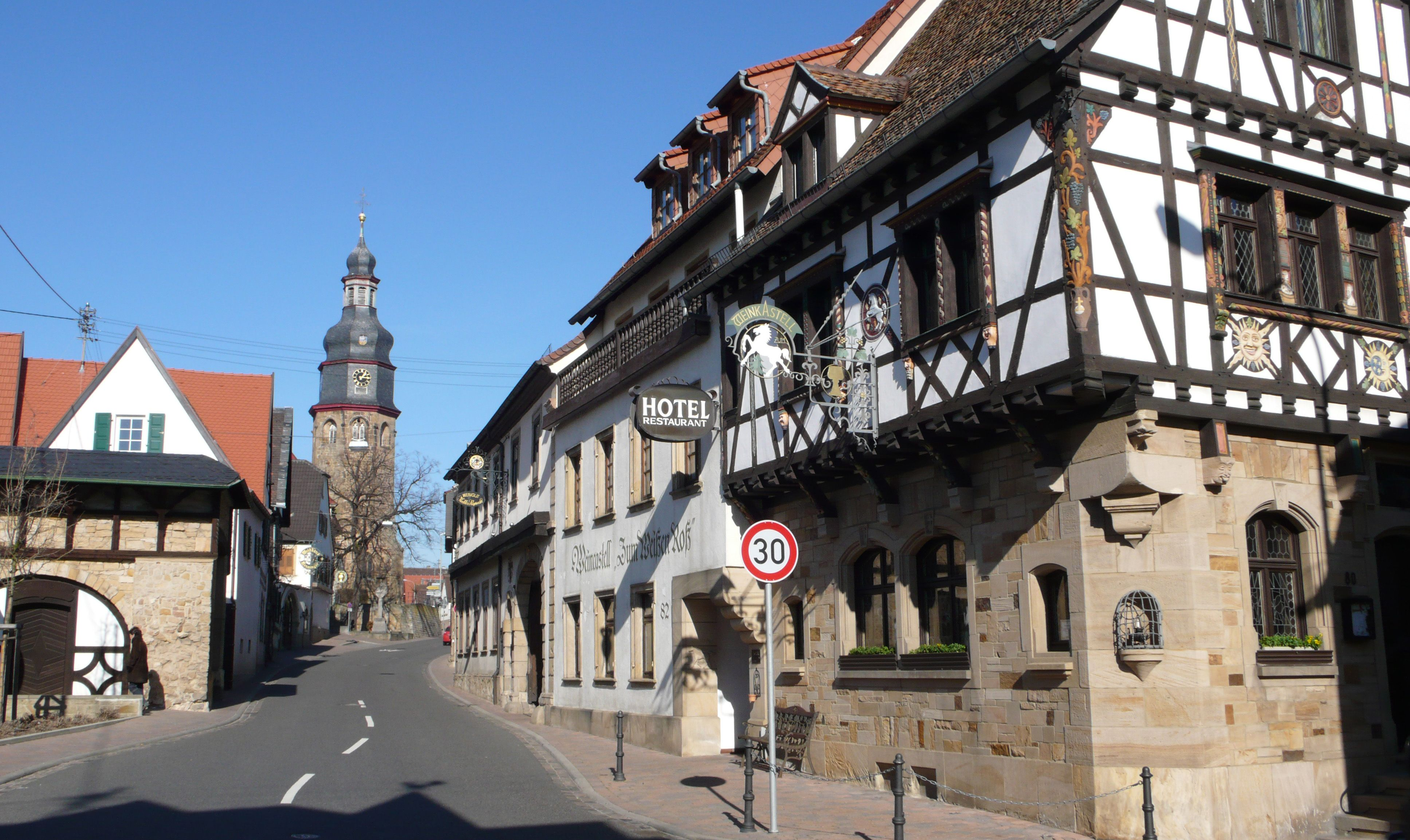
Кальштадт, Німеччина, батьківщина родини Трампів

Як стверджує біографка Ґвенда Блер, родина Трампів походить від мандрівного адвоката Йоганна Дрампфа, який у 1608 році оселився в селищі Кальштадт в Курпфальці (тоді частина Священної Римської імперії, нині Німеччина) і чиї нащадки змінили своє ім'я з Дрампф на Трамп під час Тридцятилітньої війни (1618—1648). Прізвище Трамп фігурує в записах Кальштадта з 18 століття. Журналістка Кейт Конноллі, відвідавши Кальштадт, знайшла в архівах кілька варіантів написання прізвища Трампа, зокрема «Drumb», «Tromb», «Tromp», «Trum», «Trumpff» і «Dromb».
Йоганнес Трамп народився у сусідньому селищі Бобенгайм-ам-Берг у 1789 році. На початку 1830-х років він займався виноградарством у Кальштадті, де в 1869 році народився його онук Фредерік Трамп, дід Дональда Трампа (тоді ця територія була частиною Баварського королівства). Кілька його нащадків також були виноградарями в Кальштадті, що належав до відомого виноробного регіону Пфальц. Сестра Йоганнеса Трампа, Шарлотта Луїза, стала дружиною Йоганна Георга Хайнца. Їхній син Йоганн Генріх (Джон Генрі) Хайнц (1811—1891) емігрував до США у 1840 році. Його син Генрі Джон Хайнц (1844—1919) був засновником компанії Heinz. Дональд Трамп доводиться йому внучатим троюрідним племінником.
Своє німецьке коріння довго приховувалося батьком Дональда Трампа, Фредом Трампом. Хоча до 10 років він ріс у переважно німецькомовному середовищі, після Другої світової війни і до 1980-х років він стверджував, що має шведське походження. Дональд Трамп повторював цю версію у своїй книзі «Мистецтво укладати угоди» (1987), але пізніше стверджував, що «пишається» своїм німецьким походженням, і у 1999 році виконував роль головного маршала на німецько-американському параді на день Штойбена в Нью-Йорку.
Сім'я Трампів у Німеччині була лютеранами. Батьки Дональда Трампа були парафіянами Першої пресвітеріанської церкви на Джамейці в Квінзі, де Трампа було помазано у 1959 році.

### Сімейне дерево
- Йоганн Пол Трамп (1727—1792), дружина — Марія Елізабет Сетцер[42]
  - Шарлотта Луїза Трамп (1789—1833), чоловік — Йоганн Георг Хайнц
    -  Джон Генрі Хайнц (1811—1891), імігрував до США в 1840 році, дружина — Анна Маргарета Шмідт (1822—1899), імігрувала до США в 1840 році[54]
      -  Генрі Джон Хайнц (1844—1919), засновник компанії Heinz(інші мови)[55]

  -  Йоганнес Трамп (1789—1835), дружина — Сюзанна Марія Бехтлофф
    - Йоганнес Крістіан Трамп (1829—1877), дружина — Катаріна Кобер (1836—1922)[45]
      - Фредерік Трамп (1869—1918), барбер, готельний та ресторанний менеджер, імігрував до США в 1885/1905 роках, дружина — Елізабет Кріст, імігрувала до США в 1902 році
        - Елізабет Трамп (1904—1961), чоловік — Вільям Отто Волтер
          - Джон Вітні Волтер (1934—2018)[56], дружина — Джоан Волтер[57][58]
            - Крістін Волтер
            -  Ненсі Волтер

        - Фредерік Кріст «Фред» Трамп (1905—1999), забудовник нерухомості, дружина — Мері Маклауд (1912—2000) імігрувала до США в 1930 році.[59]
          - Меріенн Трамп (1937—2023), федеральна суддя США, перший чоловік — Девід Дезмонд; чоловік — Джон Беррі
            - Девід Вільям Дезмонд, дружина — Ліза Ейткен[60]

          - Фредерік Кріст «Фредді» Трамп-молодший (1938—1981), пілот TWA ,[61] перша дружина — Лінда Клепп
            - Фредерік Кріст «Фріц» Трамп III (нар. 1962) дружина — Ліза Бет Лорант[62][63]
              - Крістофер Трамп
              - Андреа Трамп
              - Вільям Трамп

            - Мері Лія Трамп (нар. 1965), психолог, авторка книг, перша дружина — Діна Новак[64]
              -  Евері Трамп[65]

          - Елізабет Джоан Трамп (нар. 1942), чоловік — Джеймс Волтер Грау[64]

          - Дональд Джон Трамп (нар. 1946), забудовник нерухомості, 45-й і 47-й президент США, перша дружина — Івана Зельнічкова; друга дружина — Марла Мейплз; дружина — Меланія Кнавс
            - Дональд Джонн «Донні» Трамп-молодший (нар. 1977; від першого шлюбу), перша дружина — Ванесса Трамп
            - Івана Марі «Іванка» Трамп (нар. 1981; від першого шлюбу), чоловік — Джаред Кушнер
            - Ерік Фредерік Трамп (нар. 1984; від першого шлюбу), дружина — Лара Юнаска
            - Тіффані Аріана Трамп (нар. 1993; від другого шлюбу), чоловік — Майкл Булос
            -  Беррон Вільям Трамп (нар. 2006; від третього шлюбу)

          -  Роберт Стюарт Трамп (1948—2020),[64][66] перша дружина — Блейн Берд;[67] дружина — Енн Марі Паллан

        - Джон Джордж Трамп (1907—1985), дружина — Елора Гордон Зауербрун (1913—1983)
          - Джон Гордон Трамп (1938—2012)
          - Крістін Елора Трамп Філп (1942—2021)
          -  Карен Елізабет Трамп Інгрем (нар. 1949)

## Батьки

### Фред Трамп

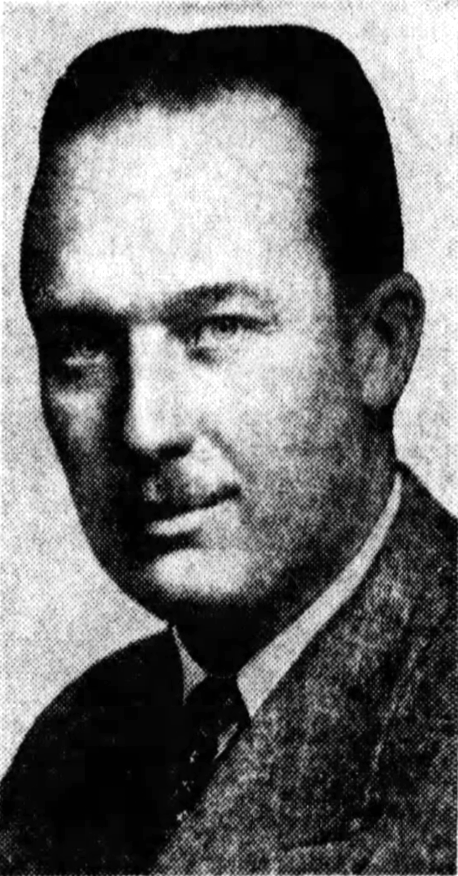
Фред Трамп, прибл. 1950 рік

Батько Дональда Трампа, Фред Трамп (1905—1999), народився в Нью-Йорку. У 1927 році, завдяки спадку від батька, Фред Трамп і його мати Елізабет заснували компанію E. Trump & Son. Компанія займалась будівництвом та утриманням односімейних будинків в Квінзі, казарм та багатоквартирних малоповерхових будинків з садовою територією для персоналу ВМС США поблизу великих суднобудівних заводів уздовж східного узбережжя, а також понад 27 000 квартир у Нью-Йорку. Діяльність Трампа двічі розслідувалась через підозри в спекулятивних діях з метою наживи: комітетом Сенату США в 1954 році і штатом Нью-Йорк у 1966 році.
Дональд Трамп став президентом компанії з нерухомості свого батька в 1971 році, а приблизно в 1973 році перейменував її в The Trump Organization. Того ж року Відділ громадянських прав Міністерства юстиції США подав до суду на Дональда та його батька за порушення Закону про справедливе житло. У середині 1970-х років Дональд отримав від батька позику на суму понад 14 млн доларів (пізніше Дональд заявляв, що сума складала лише 1 млн доларів). Дональд Трамп обіймав посаду голови та президента The Trump Organization до вступу на посаду президента США.

### Мері Енн Маклауд Трамп
Мати Дональда Трампа, Мері Енн Маклауд (1912—2000), народилась у невеликому селі Тонґ поблизу міста Сторновей на Західних островах Шотландії у родині рибалки Малкольма Маклауда і Мері Маклауд (до шлюбу Сміт). У 17 років вона іммігрувала до США з $50 в кишені (еквівалентно $887 у 2023 році) і жила у сестри, перш ніж знайшла роботу покоївкою в Нью-Йорку. Мері та Фред Трамп познайомилися в Нью-Йорку та одружилися в 1936 році, оселившись разом у Квінзі. Мері набула громадянства США в 1942 році. Під час візиту до Шотландії в червні 2008 року Дональд Трамп, серед іншого, сказав: «Мені здається, я почуваюся шотландцем».

## Дідусі та бабусі

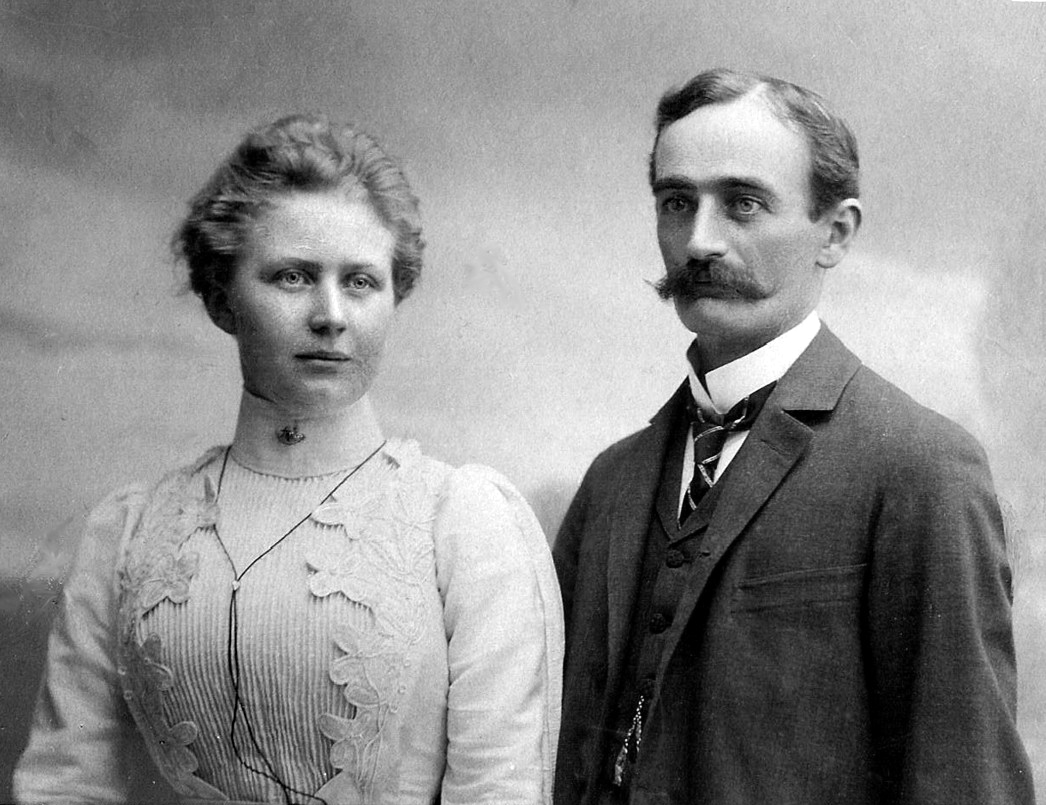
Елізабет Кріст і Фредерік Трамп, 1902 рік

### Фредерік Трамп
У 1885 році дід Дональда Трампа, Фрідріх Трамп, емігрував з Кальштадта, Пфальц (тоді частина Баварського королівства) до США у віці 16 років. Він англізував своє ім'я на Фредерік у 1892 році, коли став громадянином Сполучених Штатів. Під час золотої лихоманки в Клондайку накопичив статок, відкривши ресторан і готель у Беннетті, Британська Колумбія, а згодом у Вайтгорсі, обслуговуючи шукачів золота на шляху до родовищ; один біограф писав, що бізнес також включав будинок розпусти, це твердження Дональд Трамп назвав «повністю неправдивим». Фредерік здійснив спробу повернутися до Німеччини, однак в 1905 році його було видворено з країни у зв'язку з тим, що він не проходив обов'язкову військову службу та не повідомляв владу про від'їзд в 1885 році; у задоволенні апеляції відмовлено. Помер під час першої хвилі пандемії іспанського грипу в 1918 році. Після смерті його статок перейшов до дружини та сина.

### Елізабет Кріст Трамп
Бабуся Дональда Трампа, Елізабет Кріст Трамп, народилася в 1880 році в Кальштадті, Пфальц, в сім'ї Філіпа та Марії Кріст. Відомо, що Філіпп Кріст походив від Йоганна Кріста (1626—1688/9) з Флерсгайма, Гессен. Елізабет Кріст Трамп була нащадком органного майстра Йоганна Міхаеля Гартунга (1708—1763) через бабусю по батьковій лінії Сабіну Кріст. Елізабет побралася з Фредеріком Трампом у 1902 році і переїхала з ним до США. Померла 6 червня 1966 року.

### Малкольм Маклауд
Дід Дональда Трампа по материнській лінії, Малкольм (або Калум) Маклауд, народився 27 грудня 1866 року в місті Сторновей на острові Льюїс і помер на Льюїсі 22 червня 1954 року. Він був хліборобом, рибалкою і примусовим виконавцем.

### Мері Енн Сміт Маклауд
Бабуся Дональда Трампа по материнській лінії, Мері Енн Сміт, народилася 11 липня 1867 року і померла 17 грудня 1963 року. Вона одружилася з Малкольмом Маклаудом 23 квітня 1891 року, в шлюбі народила десять дітей.

## Брати і сестри

### Меріенн Трамп Беррі
Меріенн Беррі (1937—2023) — старша сестра Дональда Трампа. Працювала старшою федеральною суддею в Апеляційному суді третього округу, призупинила виконання обов'язків в 2017 році після того, як її брат вступив на посаду президента і пішла у відставку в 2019 році. Померла у своєму будинку 13 листопада 2023 року, у віці 86 років.

### Фред Трамп молодший
Фредерік «Фредді» Кріст Трамп Молодший (1938—1981) — старший брат Дональда Трампа. Помер 26 вересня 1981, у віці 42 років, від серцевого нападу.

### Елізабет Трамп Грау
Елізабет Джоан Трамп Грау (нар. 1942) — старша сестра Дональда Трампа. У 1989 році одружилась з кінопродюсером Джеймсом Грау. Працювала адміністративним помічником в Chase Manhattan Bank до того, як вийшла на пенсію. Єдина досі жива серед сестер і братів Дональда Трампа.

### Роберт Трамп
Роберт Стюарт Трамп (1948—2020) — молодший брат Дональда Трампа. Керував холдингами у сфері нерухомості Trump Organization за межами Мангеттена.
У 1980 році одружився з Блейн Берд. Пара розлучилися в 2009 році після того, як Роберт пішов від дружини до співробітниці Trump Organization Енн Марі Паллан. Одружився з Паллан на початку 2020 року. Помер 15 серпня 2020 року у віці 71 року. Як повідомляє The New York Times, в нього трапився крововилив у мозок внаслідок падіння.